# Cmentarz żydowski w Mirosławcu
Cmentarz żydowski w Mirosławcu – powstał w XVII wieku i jest jednym z najstarszych na Pomorzu. Znajduje się przy ul. Cmentarnej. Na cmentarzu znajduje się około 200 nagrobków, z których najstarszy pochodzi z 1752 roku. Cmentarz ma powierzchnię 1,6 ha.